# Jüdischer Friedhof (Lauenförde)
Der Jüdische Friedhof Lauenförde ist ein jüdischer Friedhof im niedersächsischen Flecken Lauenförde (Samtgemeinde Boffzen) im Landkreis Holzminden. Er ist ein geschütztes Kulturdenkmal.

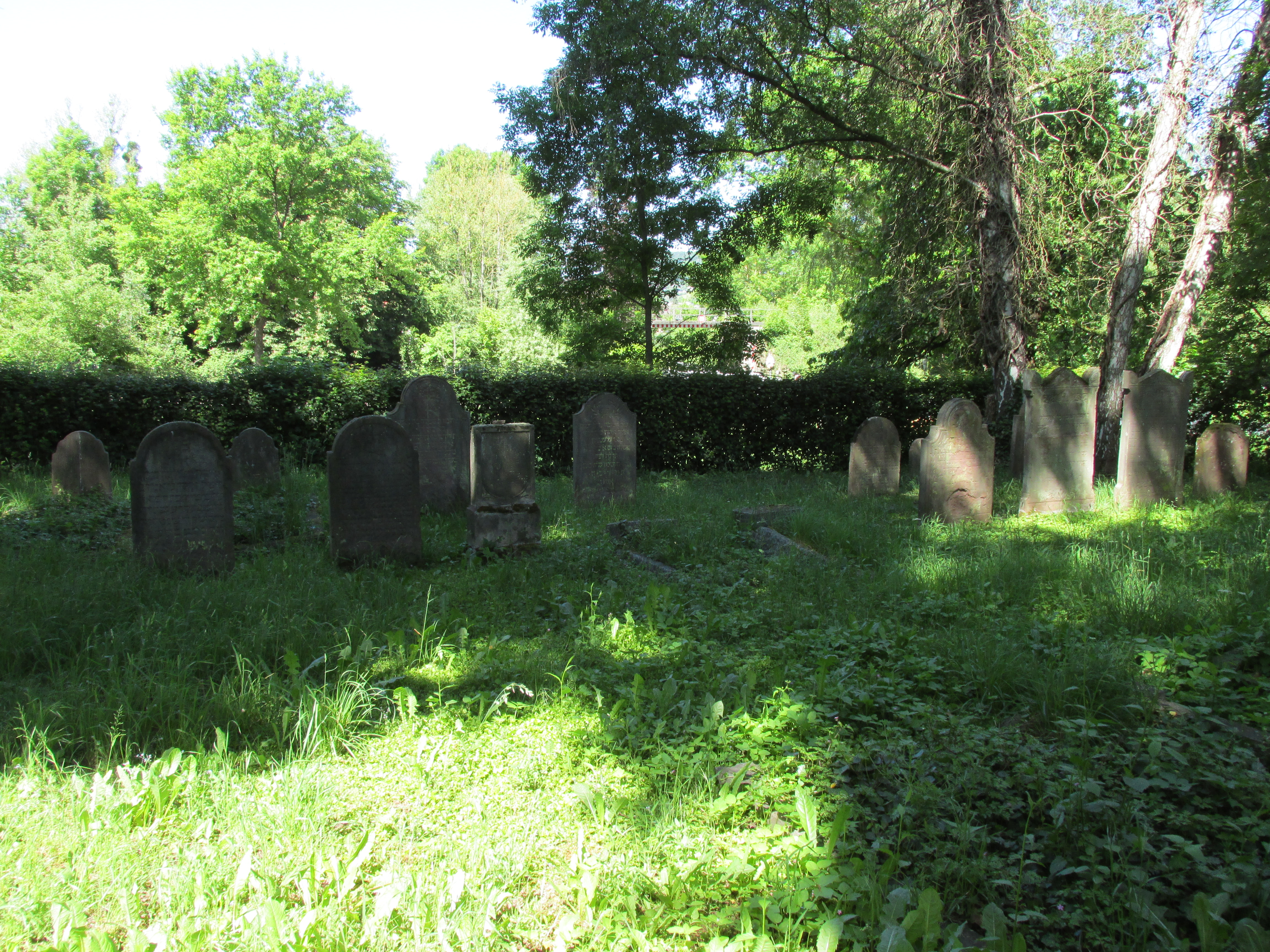
Jüdischer Friedhof Lauenförde

Auf dem Friedhof, der von 1821 bis 1936 belegt wurde und unterhalb der heutigen B 241 liegt, befinden sich 23 (nach anderen Angaben 19) Grabsteine. Häufige Familiennamen auf den Grabsteinen sind Eckstein, Kohlberg und Löwenherz.
Im Jahr 1990 wurden alle Grabsteine im Auftrag des Landesverbandes der Jüdischen Gemeinden von Niedersachsen restauriert.